# چال‌لی
چال‌لی (به ترکی آذربایجانی: Çallı) یک منطقهٔ مسکونی در جمهوری آذربایجان است که در شهرستان زردآب واقع شده‌است. چال‌لی ۲٬۲۶۵ نفر جمعیت دارد.